# حيدان (صعدة)

تعديل مصدري - تعديل

حيدان هي مدينة ومركز مديرية حيدان بمحافظة صعدة اليمنية، بلغ تعداد سكانها 4773 نسمة حسب الإحصاء الذي أجري عام 2004.